# Stethorrhagus
Genre
Stethorrhagus est un genre d'araignées aranéomorphes de la famille des Corinnidae.

## Distribution
Les espèces de ce genre se rencontrent en Amérique du Sud.

## Liste des espèces
Selon World Spider Catalog (version 23.5, 13/11/2022) :
- Stethorrhagus archangelus Bonaldo & Brescovit, 1994
- Stethorrhagus chalybeius (L. Koch, 1866)
- Stethorrhagus duidae Gertsch, 1942
- Stethorrhagus hyula Bonaldo & Brescovit, 1994
- Stethorrhagus latoma Bonaldo & Brescovit, 1994
- Stethorrhagus limbatus Simon, 1896
- Stethorrhagus lupulus Simon, 1896
- Stethorrhagus maculatus (L. Koch, 1866)
- Stethorrhagus nigrinus (Berland, 1913)
- Stethorrhagus oxossi Bonaldo & Brescovit, 1994
- Stethorrhagus peckorum Bonaldo & Brescovit, 1994
- Stethorrhagus penai Bonaldo & Brescovit, 1994
- Stethorrhagus planada Bonaldo & Brescovit, 1994
- Stethorrhagus roraimae Gertsch, 1942
- Stethorrhagus tridentatus Caporiacco, 1955

## Systématique et taxinomie
Ce genre a été décrit par Simon en 1896.

## Publication originale
- Simon, 1896 : « Descriptions d'arachnides nouveaux de la famille des Clubionidae. » Annales de la Société Entomologique de Belgique, vol. 40, p. 400-422 (texte intégral).